# نيل ويب
نيل جون ويب (بالإنجليزية: Neil Webb)‏، من مواليد 30 يوليو 1963 في ريدينغ في إنجلترا، لاعب كرة قدم إنجليزي سابق.
و قد بدأ مسيرته الكروية مع نادي ريدينغ في عام 1980، ولعب معهم حتى عام 1982، وشارك معهم في 72 مباراة وسجل 22 هدف، وفي عام 1982 انتقل إلى نادي بورتسموث، ولعب معهم حتى عام 1985، وشارك معهم في 123 مباراة وسجل 34 هدف، وفي عام 1985 انتقل إلى نادي نوتنغهام فوريست، ولعب معهم حتى عام 1989، وشارك معهم في 146 مباراة وسجل 47 هدف، وفي عام 1989 انتقل إلى نادي مانشستر يونايتد، ولعب معهم حتى عام 1992، وشارك معهم في 75 مباراة وسجل 8 أهداف، وفي عام 1992 انتقل إلى نادي نوتنغهام فوريست، ولعب معهم حتى عام 1996، وشارك معهم في 30 مباراة وسجل 3 أهداف، وفي عام 1994 أعير إلى نادي سويندون تاون، وفي موسم 1996/1997 انتقل إلى نادي غريمبسي تاون، ولعب معهم 4 مباريات وسجل هدف واحد.
و قد لعب مع منتخب إنجلترا لكرة القدم بين عامي 1987 و1992، وقد شارك معهم في 26 مباراة وسجل 4 أهداف.

## مسيرته الكروية
لعب نيل ويب خلال مسيرته الاحترافية مع 7 أندية في واحد وعشرون موسمًا وسجل خلالها 120 هدف ضمن 492 مباراة. حيث فاز في موسم واحد بالكأس وفي موسم واحد بالدوري.
خاض نيل ويب مسيرته مع نادي ريدنغ في موسم 1979–80 واستمر معه طيلة ثلاثة مواسم، مشاركًا في 72 مباراة سجل خلالها 22 هدفًا. ثم انتقل إلى نادي بورتسموث في موسم 1982–83 واستمر معه طيلة ثلاثة مواسم، حيث شارك في 123 مباراة سجل خلالها 34 هدفًا. لينتقل بعدها إلى نادي نوتينغهام فورست في موسم 1985–86 في المرة الأولى واستمر معه طيلة ثلاثة مواسم ثم في موسم 1992–93 ليلعب معه أربعة مواسم ثم في موسم 1995–96 لمدة موسم واحد، مشاركًا طوالها في 176 مباراة سجل خلالها 50 هدف. ثم انتقل إلى نادي مانشستر يونايتد في موسم 1989–90 ليلعب معه أربعة مواسم، مشاركًا في 75 مباراة سجل خلالها 8 أهداف. هذا وانتقل لاحقًا إلى نادي سويندون تاون في موسم 1994–95 لمدة موسم واحد، مشاركًا في 6 مباريات ولم يسجل أي هدف. ثم انتقل بعدها إلى نادي ألدرشوت تاون في موسم 1996–97 لمدة موسم واحد، مشاركًا في 36 مباراة سجل خلالها 6 أهداف.

## روابط خارجية
- نيل ويب على موقع الاتحاد الأوربي (الإنجليزية)
- نيل ويب على موقع قاعدة بيانات كرة القدم.إي يو (الإنجليزية)
- نيل ويب على موقع ناشيونال فوتبول تيمز (الإنجليزية)
- نيل ويب على موقع Soccerbase.com (لاعب) (الإنجليزية)
- نيل ويب على موقع عالم كرة القدم.نت (الإنجليزية)